# Nhà tưởng niệm Lincoln
Nhà tưởng niệm Lincoln là một di tích quốc gia của Mỹ được xây dựng để tôn vinh Tổng thống thứ 16 của Hoa Kỳ, Abraham Lincoln. Nó nằm ở đầu phía tây của National Mall ở Washington, D.C., đối diện với Đài tưởng niệm Washington. Kiến trúc sư là Henry Bacon; người thiết kế bức tượng chính - Abraham Lincoln, 1920 - là Daniel Chester French; bức tượng Lincoln được anh em Piccirilli tạc;  và họa sĩ vẽ tranh tường bên trong là Jules Guerin. Dành riêng vào năm 1922, đây là một trong một số di tích được xây dựng để tôn vinh một Tổng thống Hoa Kỳ. Nó luôn luôn là một điểm thu hút khách du lịch lớn và kể từ những năm 1930 đã là một trung tâm biểu tượng tập trung vào mối quan hệ chủng tộc.